# Chacella
Chacella is een geslacht van kreeftachtigen uit de klasse van de Malacostraca (hogere kreeftachtigen).

## Soort
- Chacella kerstitchi (Wicksten, 1983)